# Scalopidia
Scalopidia is een geslacht van kreeftachtigen uit de klasse van de Malacostraca (hogere kreeftachtigen).

## Soorten
- Scalopidia indica Ng & Castro, 2013
- Scalopidia spectabilis Ng & Castro, 2013
- Scalopidia spinosipes Stimpson, 1858